# Одесские высшие женские курсы
Одесские высшие женские курсы — высшее учебное заведение Российской империи в Одессе.

## История
17 января 1879 были в Одессе на средства и под руководством профессора Императорского Новороссийского университета Александра Семёновича Трачевского были открыты Высшие женские курсы в Одессе, которые готовили учительниц. Выпускницы курсов получали право преподавать в женских средних учебных заведениях. Эти курсы просуществовали до 1886 года, когда распоряжением Министерства народного образования были закрыты многие Высшие женские курсы Российской империи.

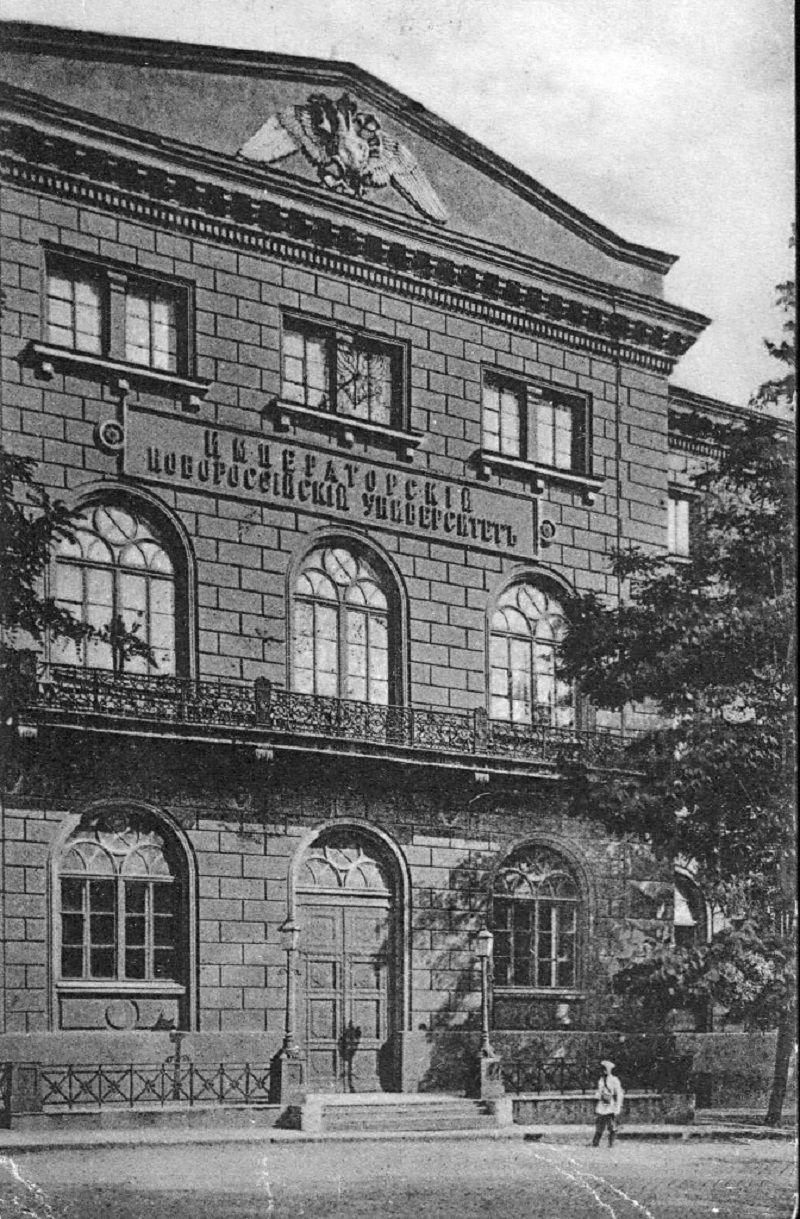
Здание Императорского Новороссийского университета, где работали Высшие женские курсы

Спустя десятилетие некоторые Высшие женские курсы были восстановлены. Это произошло и в Одессе. Осенью 1895 года Общество естествоиспытателей Новороссийского университета начало в городе публичные лекции по математике и естествознанию. В течение первых двух недель на них записалось более пятисот человек. Попечитель Одесского учебного округа Хрисанф Петрович Сольский понял стремление городской молодежи к получению высшего образования и предложил обдумать возможность специальных курсов для учениц, что вызвало недовольство в образовательном ведомстве, и открытие Высших женских курсов не было поддержано.
Несмотря на это численность слушателей публичных курсов постоянно росло, что побудило организаторов курсов к превращению их из временных в постоянно действующие с расширенной учебной программой. Курсы читали по вечерам в актовом зале и аудиториях Новороссийского университета. Учитывая рост числа женщин, которые стремились получить знания, профессорский состав университета в очередной поднял вопрос о создании в Одессе высших женских учебных заведений. В 1896 году группа профессоров и преподавателей университета вновь подало ходатайство об организации Высших женских курсов в городе. Этой инициативной группе, состоящей из 43 человек удалось получить разрешение на организацию высших женских курсов.
Так в 1903 году в Одессе начали работать женские педагогические курсы. В 1906 году они были преобразованы в высшие курсы, на которых работало два отделения (факультета): историко-филологическое (со славяно-русским, историческим и романо-германским отделами) и физико-математическое (с математическим и естественным отделами). 1908 году был открытый юридический факультет, а в 1909 году при курсах открылась лаборатория экспериментальной психологии.
В 1910 году на курсах заработал медицинский отдел, в 1915 году на естественном отделении физико-математического факультета было открыто трехлетнее химико-фармацевтическое отделение.
По состоянию на 1915 год курсы имели три факультета:
- историко-филологический с отделениями: историческим, словесным (славяно-русским), западноевропейской литературы;
- физико-математический с отделениями: естественным, математическим, химико-фармацевтическим;
- юридический факультет.

В 1916 году при словесном отделении историко-филологического факультета начали свою деятельность трехлетние педагогические курсы французского языка, и к этому времени женские курсы насчитывали 13 кабинетов и лабораторий, одну библиотеку.
Закрыты Одесские высшие женские курсы были после Октябрьской революции.
В числе выпускниц этих курсов были: Доротея Атлас, Наталья Богомолец-Лазурская, Зоя Бориневич-Бабайцева, Евгения Зейлигер-Рубинштейн, Анна Панкратова.